# Geronimo Allison
Geronimo John Allison (Tampa, 18 gennaio 1994) è un giocatore di football americano statunitense che milita nel ruolo di wide receiver per i Vegas Vipers della X Football League (XFL).

## Carriera

### Green Bay Packers
Dopo Draft NFL 2016, Allison firmò con i Green Bay Packers il 6 maggio 2016. Il 3 settembre fu svincolato, ma rifirmò per la squadra di allenamento due giorni dopo. Il 24 ottobre 2016 fu promosso nel roster attivo. Allison debuttò come professionista contro gli Atlanta Falcons nella settimana 8 e la sua prima ricezione in carriera fu su un passaggio da 4 yard in touchdown da Aaron Rodgers nel secondo quarto. La sua stagione da rookie si concluse con 12 ricezioni per 202 yard e 2 touchdown in 10 partite, di cui due come titolare.
Il 19 luglio 2017, Allison fu sospeso per la prima partita della stagione 2017 per avere fallito un test antidoping. Durante la settimana 3 fece registrare i nuovi primati personali con 6 ricezioni per 122 yard contro i Cincinnati Bengals. La sua annata si chiuse al quarto posto della squadra con 23 ricezioni.
Allison firmò nuovamente con i Packers il 2018. Iniziò la stagione in maniera positiva con 19 ricezioni per 289 yard e 2 marcature prima di subire una commozione cerebrale nella settimana 4. Il 6 novembre 2018 fu inserito in lista infortunati per sottoporsi a un intervento chirurgico.
Il 13 marzo 2019, Allison firmò per un altro anno con i Packers. La sua annata si chiuse disputando per la prima volta tutte le 16 partite (6 come titolare), con un nuovo primato personale di 34 ricezioni, per 287 yard e 2 touchdown.

### Detroit Lions
Nel 2020 Allison firmò con i Detroit Lions ma alla fine decise di non scendere in campo a causa della pandemia di COVID-19.